# 禁婚令、朝鮮婚姻禁止令
『禁婚令、朝鮮婚姻禁止令』（朝: 금혼령, 조선 혼인 금지령）は、韓国МBCで2022年12月9日から2023年1月21日まで放送されていたテレビドラマ。詐欺師であるソランを中心に描くラブコメディ時代劇。

## ストーリー
7年間、愛する世子嬪アン・ジャヨン（キム・ミンジュ）を亡くして禁婚令を命じた王イ・ホン（キム・ヨンデ）。しかし、民からは不満が爆発していた。そんな中、死んだ世子嬪に憑依するという詐欺師ソラン（パク・ジュヒョン）が現れることで思いがけない展開へと進んでいく。

## キャスト
ソラン / イェ・ヒョンソン：パク・ジュヒョン
男女の縁結びをする茶屋「愛達堂」の主人。女官に扮装し、亡くなった世子嬪に憑依できるとホンを騙す。実は名家の令嬢。
イ・ホン：キム・ヨンデ
王。亡き世子嬪を忘れられず、7年もの間、禁婚礼を下している。徐々にソランに惹かれていく。
イ・シノン：キム・ウソク
義禁府都事。ホンの友人。元婚約者のヒョンソンだと気づかないまま、ソランに想いを寄せる。
アン・ジャヨン：キム・ミンジュ
7年前に不可解な死を遂げた世子嬪。

## スタッフ
- 演出 - パク・サンウ、チョン・フン
- 脚本 - チャン・ジヘ